# Baines Nunatak
Il Baines Nunatak è un nunatak, cioè un picco isolato alto 1.020 m, situato a est delle Bernhardi Heights, e 10 miglia nautiche (19 km) a nordovest del Jackson Tooth, nella Scarpata dei Pionieri, che fa parte della Catena di Shackleton, nella Terra di Coats in Antartide.
Nel 1967 fu effettuata una ricognizione aerofotografica da parte degli aerei della U.S. Navy. Un'ispezione al suolo fu condotta dalla British Antarctic Survey (BAS) nel periodo 1968-71.
Ricevette l'attuale denominazione nel 1971 dal Comitato britannico per i toponimi antartici (UK-APC), in onore dell'esploratore britannico Thomas Baines (1822–75), autore assieme a William Barry Lord del libro Shifts and Expedients of Camp Life, Travel and Exploration (London, 1871).